# Sylva Petrová
Sylva Petrová, roz. Kukalová (* 26. ledna 1952 Praha) je česká historička umění se zaměřením na autorské sklo, emeritní profesorka University of Sunderland, muzejní pracovnice v UPM, kurátorka výstav. Je autorkou zásadních souborných publikací České sklo (2001, 2018).

## Život
V letech 1967–1971 absolvovala obory užitá malba v architektuře a malba dekorací na Střední uměleckoprůmyslové škole na Žižkově. Poté v letech 1971–1976 studovala dějiny umění a vzdělávání a výchova dospělých na Filozofické fakultě Univerzity Palackého v Olomouci (prof. A. Nádvorníková, I. Hlobil, R. Chadraba, V. Zykmund), kde obhájila diplomovou práci Scénografie Josefa Čapka. Po roční stáži na Katedře výtvarné výchovy UP obhájila roku 1977 rigorózní práci Pokus o zařazení Václava Richtra do kontextu českých dějin umění na základě publikovaných prací.
Od roku 1976 byla zaměstnána u Českého fondu výtvarných umění v prodejnách podniku Dílo, od roku 1978 do roku 1985 jako referentka výtvarného oddělení na Ministerstvu kultury ČR. V letech 1985–1998 byla odbornou pracovnicí Uměleckoprůmyslového muzea v Praze, později vedoucí kurátorkou, od roku 1994 do roku 1998 náměstkyní ředitelky pro odborné otázky.
V letech 1987–1988 učila jako externistka dějiny umění na Vysoké škole uměleckoprůmyslové v Praze. Roku 1998 uspěla v konkurzu na University of Sunderland ve Velké Británii a do roku 2012 tam působila jako profesorka výzkumu v oboru sklo a jako ředitelka Institutu pro mezinárodní studia skla a členka uměleckého předsednictva Národního centra skla v Sunderlandu. Po návratu do Prahy působí jako teoretička sklářského umění a kurátorka na volné noze.
Jako pracovnice UPM byla zároveň členkou výtvarných rad Ústředí uměleckých řemesel a Ústředí lidové umělecké výroby (ÚLUV), členkou redakční rady časopisu Umění a řemesla, členkou nákupních komisí Uměleckoprůmyslového muzea, Moravské galerie v Brně a Středočeského muzea v Roztokách a předsedkyní komise pro vývozy starožitností v UPM. Působila také jako členka nákupní komise nebo poradkyně v Muzeu skla a keramiky v Sèvres (1994), Museu Boijmans Van Beuningen v Rotterdamu, The Corning Museum of Glass, Corning, USA, Victoria and Albert Museum, London, a the British Council.
Roku 1994 byla členkou výběrové komise pro mezinárodní soutěž World Glass Now 94 (Sapporo, Japonsko), roku 1996 členkou mezinárodní poroty pro světovou přehlídku skla Aperto Vetro v Benátkách, roku 1999 členkou výběrové komise mezinárodní soutěže The Glass Vessel (Koganezaki Museum, Japonsko), roku 2001 členkou výběrové komise Thomas Foundation v Melbourne. Od roku 1994 je členkou mezinárodní rady Pilchuk Glass School v USA. Je členkou mezinárodní poroty sklářské soutěže Stanislav Libenský Award (od 2009), členkou poroty ceny Ludwiga Mosera a členkou poroty Mezinárodní soutěže Junior Glass Ways.

### Ocenění
- 1995 členka týmu oceněného Allen Moe Prize za „Vynikající výstavní katalog“
- 2001 Nejkrásnější kniha roku 2001 v kategorii odborných publikací – za České sklo, nakl. Gallery (Jaroslav Kořán).[8]
- 2006 Cena Akademie věd ČR za vědecké dílo – jako spoluautorka encyklopedie Dějiny českého výtvarného umění V (1939–1958).
- 2006 ocenění za vynikající reprezentaci České republiky v zahraničí.[2]

## Dílo
Sylva Petrová vydala devět publikací o skle v několika jazykových verzích v Čechách, na Slovensku, Francii, Itálii, Švýcarsku, Chorvatsku Finsku, USA a Japonsku. Jako spoluautorka přispěla do čtyřiceti tří publikací o skle a napsala na stovku článků, přednášek, příspěvků do katalogů a časopisů po celém světě na téma soudobé sklo. Kurátorsky připravila výstavy v Čechách, na Slovensku, v Maďarsku, Chorvatsku, Itálii, Francii, Španělsku, Švýcarsku, Velké Británii, Belgii, USA a Japonsku. Publikuje v časopisech Ateliér, Bulletin Moravské galerie, Glassrevue, Glaswork, Neues Glas, Umění a řemesla, Staletá Praha, ad.
Je autorkou souborné publikace České sklo, která roku 2001 získala ocenění Nejkrásnější kniha roku. Soukromé nakladatelství Jaroslava Kořána, které knihu roku 2001 vydalo, postihla pražská povodeň roku 2002 a celý náklad knihy v ceně 2 mil. korun byl v jeho libeňském skladu zničen. Druhé přepracované a rozšíření vydání publikace České sklo se podařilo vydat až po 17 letech díky grantu Ministerstva kultury a soukromé podpoře firmy Lasvit a galerie Kuzebauch. V nové publikaci, která má mnohem větší rozsah, jsou zahrnuty změny, ke kterým došlo po roce 2 000. Vznikly nové technologie, vztahy s průmyslem ovlivnil zájem o design skla, zahraniční sklářští výtvarníci přinesli jiný výtvarný projev.
Sylva Petrová se spolu s Milanem Hlavešem podílela na nové expozici skla Plejády skla 1946 – 2019 v Uměleckoprůmyslovém muzeu.

### Publikace (výběr)
- Mladá grafika, 71 s., Odeon, nakladatelství krásné literatury a umění, n.p., Praha 1980
- The militant poster 1936–1985, 143 s., International Organization of Journalists, Praha 1986 (s D. Finkovou)
- Stanislav Libenský, Jaroslava Brychtová: tvorba z let 1945–1989, 96 s., Národní galerie v Praze, 1989 (se S. Libenským)
- Verres de Bohême (1400–1989 chefs-d'œuvre des musées de Tchécoslovaquie), 240 s., Flammarion, Paris – Union des Arts Décoratifs, Paříž 1989, ISBN 2-08-012144-8 (s J-L. Olivié)
- Bohemian Glass (1400–1989), 140 s., Flammarion, Paris – Union des Arts Décoratifs, Paříž 1990, ISBN 2-08-013502-3 (s J-L. Olivié)
- Pavel Hlava, Glass, 96 s., Grafiatisk 1995 (ang. a česká verze)
- České sklo, 283 s., Gallery, spol. s r.o. (Jaroslav Kořán), Praha 2001, ISBN  80-86010-44-9
- České a slovenské sklo v exilu, 119 s., Moravská galerie v Brně, Nakladatelství KANT (Karel Kerlický), Praha 2007, ISBN 978-80-7027-165-0, ISBN 978-80-86970-49-3
- České sklo, 428 s., Vysoká škola uměleckoprůmyslová, Praha 2018, ISBN 978-80-87989-50-0
- Czech Glass, 418 s., Vysoká škola uměleckoprůmyslová, Praha 2018, ISBN 978-80-87989-63-0
- Palo Macho, 384 s., Slovart 2021, ISBN 9788097139841 (s K. Bajcurovou)
- Via Lucis: Stanislav Libenský a Jaroslava Brychtová pro sakrální prostory v Čechách a na Moravě, Uměleckoprůmyslové museum v Praze 2021, ISBN 9788071012047

### Spoluautor
- Stanislav Libenský, Jaroslava Brychtová: tvorba z let 1945–1989: katalog výstavy, Národní galerie v Praze 1989
- Edward Leibovitz, Zellik, Roularta Art Books, Antwerpen 1994, ISBN 9789054661528
- Suzanne K. Frantz (ed.), Stanislav Libenský, Jaroslava Brychtová: A 40-year Collaboration in Glass, 223 s., Munich, New York, Prestel Verlag and Corning Museum of Glass 1994
- E. Stölting (ed.), Jan Fišar: Glas, Seevetal 2006
- Agáta Žáčková (ed.), Askold Žáčko, 232 s., Petrus 2016, ISBN 9788089233878
- Pluralita identity. Tvorba Zdeňka Lhotského, 107 s., G1 Partners, Praha 2018, ISBN 9788027039449
- Bylo nebylo nebylo bylo: Sklo, 219 s., Nadační fond 8smička 2020, ISBN 9788090718579

### Hesla v souborných publikacích
- Petr Wittlich (ed.), Důvěrný prostor – nová dálka: umění pražské secese, Enigma, Praha 1997, Prague Art Nouveau. Mètamoprphoses d´un style, Bruxelles 1998
- Sklo a keramika 1939–1948, Sklo a keramika 1948–1958, in: Dějiny českého výtvarného umění V, 2005, s. 266-269, 458-463
- Sklo a keramika 1958–1970, in: Dějiny českého výtvarného umění VI/I, 2007, s. 328-337
- Sklo a keramika 1970–1989, Sklo a keramika 1989-2000, in: Dějiny českého výtvarného umění VI/II, 2007, s. 840-851, 1030-1035

### Články (výběr)
- Sklovotvar – výlet do domova skleněné plastiky, tedy „sklovotvarné oblasti“ (Výstava Studia Lhotský a hosté v Železném Brodu, červen až prosinec 2016), Material Times, 9. 11. 2016
- Enormně talentovaný, až geniální člověk. Co pro české sklo znamenal Stanislav Libenský, který by letos oslavil 100 let?, Czech Design, 23. 4. 2021
- Nekrolog: Jaroslava Brychtová, Česká televize 15. 4. 2020

### Kurátorka výstav (výběr)
- 1989 Alexius Appl: Design, plastiky z let 1974–1988, Galerie Vincence Kramáře, Praha
- 1991 Sklářský ateliér VŠUP 1982–1990, Galwerie Mánes, Praha
- 2004/2005 V zajetí světla a prostoru, Nostický palác, Praha
- 2005 EXPO 2005: Captured Light and Space, Tokio, Toyama
- 2007 České a slovenské sklo v exilu, Moravská galerie v Brně[14]
- 2008 České a slovenské sklo v exile / Czech and slovak glass in exile, Esterházyho palác, Bratislava
- 2009 Biënnale Kijkduin 2009: Echo's van de zee, Kijkduin
- 2012 The Incredible Lightness of Being: Jiri Pelcl, University of Brighton Gallery
- 2014 Jiřina Žertová, Nové dimenze skla, Nová síň, Praha
- 2017 Palo Macho: Časovanie čiary, Galéria Nedbalka, Bratislava
- 2017 Luba Bakičová, Ilja Bílek: Bez lesku, Nová síň, Praha
- 2019 Plejády skla 1946-2019, Uměleckoprůmyslové muzeum, Praha[15][16][17]
- 2021 Zdeněk Lhotský: Sarkofág pro královnu, České centrum Berlín
- 2021 Hra. Hra? Hra! Luba Bakičová & Barbora Štefánková, Portheimka, Praha[18]
- 2021 Via lucis: Stanislav Libenský a Jaroslava Brychtová pro sakrální prostory v Čechách a na Moravě, Uměleckoprůmyslové museum Praha
- 2022 František Skála, Martin Janecký: Skleněný kaleidoskop Františka Skály, Galerie Kuzebauch, Praha
- 2022 Lucie K. Švitorková – Světelná stínohra, Galerie Kuzebauch, Praha
- 2022 Martin Janecký: Hvězdáři a jiné studiové práce ze skla, UPM[19]
- 2023 Ilja Bílek – Harmonie & Inverze, Galerie Kuzebauch, Praha
- 2023 Le Stanze del Vetro, Isola di San Giorgio Maggiore Venezia[20] (s C. Tognon)